# آدرین برونر
آدرین برونر (انگلیسی: Adrien Broner؛ زادهٔ ۲۸ ژوئیهٔ ۱۹۸۹) بوکسور اهل ایالات متحده آمریکا است.